# نجوع، قنا
نجوع (به عربی: النجوع)، روستایی از توابع فرشوط در استان قنا و کشور مصر است.

## جمعیت
براساس سرشماری سال ۲۰۰۶ مصر، جمعیت آن ۱۰۰۶۷ نفر(۵۰۸۰  مرد و ۴۹۸۷ زن) بوده‌است.